# Kilburn, Derbyshire
Kilburn är en ort och civil parish i Storbritannien.   Den ligger i distriktet Amber Valley i grevskapet Derbyshire i riksdelen England, i den södra delen av landet, 190 km nordväst om huvudstaden London. Kilburn ligger 93 meter över havet och antalet invånare är 4 450.
Terrängen runt Kilburn är huvudsakligen platt, men åt nordväst är den kuperad. Runt Kilburn är det mycket tätbefolkat, med 1 018 invånare per kvadratkilometer. Närmaste större samhälle är Derby, 9,6 km söder om Kilburn. Omgivningarna runt Kilburn är en mosaik av jordbruksmark och naturlig växtlighet.